# Instituciones nacionales de derechos humanos
Las instituciones nacionales de derechos humanos (INDH) son órganos administrativos creados para proteger y promover los derechos humanos en un país determinado. Hay unas 112 INDH, la mayoría de las cuales cumplen con las normas establecidas por los Principios de París y reconocidas por las Naciones Unidas.
El cumplimiento de los Principios es requerido para la acreditación ante la ONU, que únicamente para las instituciones nacionales, no se lleva a cabo directamente por un organismo de la ONU sino a través de revisión por pares realizado por el Comité Internacional de Coordinación de las Instituciones Nacionales de Derechos Humanos (CICINDH). Las instituciones acreditadas por el CICINDH con 'estatus A', es decir, el pleno cumplimiento de los Principios de París, disfrutan de un acceso mucho mayor a los comités de tratado y otros órganos de derechos humanos de la ONU. La secretaría para el proceso de revisión (para la acreditación inicial y renovación de la acreditación cada cinco años) es proporcionada por la Sección Mecanismos Regionales e Instituciones Nacionales y de la Oficina del Alto Comisionado de las Naciones Unidas para los Derechos Humanos (CNDH).
Las instituciones nacionales se pueden agrupar en dos grandes categorías: Comisiones de derechos humanos, y agencias de Defensor del pueblo u Ombudsman. Aunque la mayoría de las defensorías del pueblo ejercen sus facultades por una sola persona, las comisiones de derechos humanos tienen varios miembros, y son generalmente representativas de los diversos grupos sociales y tendencias políticas. A veces son como estos creadas para tratar temas específicos, tales como discriminación, aunque algunos son organismos con responsabilidades muy amplios. Instituciones nacionales especializadas existen en muchos países para proteger los derechos de un grupo particularmente vulnerable, por ejemplo las minorías étnicas y minorías lingüísticas, los pueblos indígenas, los niños, los refugiados o las mujeres.
Sin embargo, en términos generales las instituciones nacionales de derechos humanos tienen un mandato explícito y específico de promoción y protección de derechos humanos, lo que puede incluir la investigación de denuncias, la documentación, y la formación y educación en materia de derechos humanos, mientras que el modelo de ombudsman clásico tiende a trabajar más estrechamente en el manejo de quejas sobre deficiencias administrativas. Si bien todos las violaciones de los derechos humanos son casos de mala administración, solo una pequeña proporción de la carga de trabajo de un Defensor del Pueblo trata de violaciones de derechos humanos.
En la mayoría de los países, se prevé la creación de una institución nacional de derechos humanos por medio de la Constitución, una Ley de derechos humanos o una iniciativa específica de la legislación. El grado de independencia de las instituciones depende de la legislación nacional, y la mejor práctica requiere una base constitucional o legal en lugar de (por ejemplo) un Decreto Presidencial. También hay derechos que protegen las instrucciones.

## Funciones de las instituciones políticas
Se han establecido en muchos países comisiones especiales para asegurar que las leyes y reglamentos relativos a la protección de los derechos humanos sean efectivamente aplicadas. Las comisiones tienden a estar compuesto por miembros de diversos orígenes, con un interés particular, competencia o experiencia en el campo de los derechos humanos.
Las comisiones de derechos humanos se dedican principalmente a la protección de todos que se encuentren bajo la jurisdicción del Estado en contra de la discriminación o los malos tratos, y promueven la protección de las libertades civiles y los demás derechos humanos. Algunas comisiones se ocupan de presuntas violaciones de los derechos reconocidos en la Constitución y/o en los instrumentos internacionales de derechos humanos.
Una de las funciones más importantes de muchas comisiones de derechos humanos es la de recibir e investigar denuncias de individuos (y, ocasionalmente, de los grupos), alegando violaciones de los derechos humanos cometidas en violación de la legislación nacional vigente. Si bien hay diferencias considerables en los procedimientos seguidos por varias comisiones de derechos humanos en la investigación y resolución de quejas, muchos confían en la conciliación o arbitraje. No es inusual que se conceda autoridad a una comisión de derechos humanos para imponer medidas jurídicamente vinculadas a las partes en una queja. Si no se ha sido establecido un tribunal especial para asuntos de derechos humanos, la Comisión podrá ser capaz de transferir las quejas no resueltas a los tribunales ordinarios para una determinación final.
Las instituciones nacionales suelen ser capaces de hacer frente a cualquier problema de derechos humanos con derecho a demandar la participación directa de una autoridad pública. En relación con las entidades no estatales, algunas instituciones nacionales de derechos humanos tienen por lo menos una de las siguientes funciones:
- Recibir e investigar quejas o hacer frente a las controversias relativas a ciertos tipos de empresa (por ejemplo, las empresas estatales, o empresas privadas de servicios públicos)
- Intervenir con solo ciertos tipos de problema de derechos humanos (por ejemplo, los derechos de no discriminación o derechos en el trabajo)
- En raros casos, atender las quejas o disputas que plantean cualquier cuestión de derechos humanos y mandar la participación de cualquier empresa en su resolución.[3]

El grado en que las recomendaciones o resoluciones elaborados por un organismo de derechos humanos pueden aplicarse varía según el grado re respeto a los derechos humanos en un determinado país.
Otra función importante de una comisión de derechos humanos es la revisión de manera sistemática del conducto, de la política y del programa legislativa de un gobierno con el fin de detectar deficiencias en la observancia de los derechos humanos, y sugerir formas de mejorar. A menudo, esto incluye asesoramiento independiente al gobierno y/o a la legislatura sobre la compatibilidad con los derechos humanos de los proyectos de ley o políticas.
Las comisiones de derechos humanos también pueden vigilar el cumplimiento del Estado con sus propias leyes y con las leyes internacionales de derechos humanos y si es necesario, recomendar cambios. La realización de los derechos humanos no pueden alcanzarse solo a través de la legislación y disposiciones administrativas, por lo tanto, las comisiones suelen ser confiados con la importante responsabilidad de mejorar la concienciación de la comunidad de los derechos humanos.
De acuerdo con los Principios de París, las instituciones nacionales de derechos humanos están obligados a preparar "informes sobre la situación nacional en materia de derechos humanos en general, y sobre cuestiones más específicas", y esto se hace principalmente en sus informes anuales.
La promoción y la educación sobre los derechos humanos puede implicar informar al público acerca de las funciones y actividades propias de la comisión; estimular el debate acerca de diversas cuestiones importantes en el campo de los derechos humanos, la organización de seminarios y reuniones, la prestación de servicios de asesoramiento, así como la producción y difusión de publicaciones sobre derechos humanos.

## Lista de instituciones nacionales de derechos humanos
| País                             | Institución |
| -------------------------------- | --- |
| Afganistán                       | Comisión Independiente de Derechos Humanos de Afganistán                                                                                          |
| Albania                          | Defensoría del Pueblo (Albania) |
| Alemania                         | Instituto Alemán de Derechos Humanos |
| Angola                           | Provedor de Justiça e Direitos (Angola) |
| Antigua y Barbuda                | Ombudsman (Antigua y Barbuda) |
| Argelia                          | Comisión Nacional de Derechos Humanos de Argelia                                                                                                  |
| Argentina                        | Defensoría del Pueblo de la Nación Argentina |
| Armenia                          | Defensor de los Derechos Humanos de la República de Armenia                                                                                       |
| Australia                        | Comisión de Derechos Humanos de Australia |
| Austria                          | Comité Defensor del Pueblo de Austria |
| Azerbaiyán                       | Comisionado de Derechos Humanos (Azerbaiyán) |
| Barbados                         | Oficina del Defensor del Pueblo (Barbados) |
| Bélgica                          | Centro para la igualdad de oportunidades y la oposición al racismo                                                                                |
| Belice                           | Oficina del Defensor del Pueblo (Belice) |
| Benín                            | Comisión de Derechos Humanos |
| Bermudas                         | Ombudsman de las Bermudas |
| Bolivia                          | Defensoría del Pueblo de Bolivia |
| Bosnia y Herzegovina             | Cámara de Derechos Humanos para Bosnia y Herzegovina (casos antes de 2003) Ombudsman de Derechos Humanos de Bosnia y Herzegovina (casos actuales) |
| Bulgaria                         | Defensor del Pueblo búlgaro |
| Burkina Faso                     | Comisión Nacional de Derechos Humanos de Burkina Faso                                                                                             |
| Camerún                          | Comisión Nacional de Derechos Humanos y de las Libertades                                                                                         |
| Canadá                           | Comisión Canadiense de Derechos Humanos |
| Chad                             | Comisión Nacional de Derechos Humanos |
| República Checa                  | Defensoría de los Derechos Humanos (República Checa)                                                                                              |
| Chile                            | Instituto Nacional de Derechos Humanos |
| Chipre                           | Instituto Nacional para la Protección de los Derechos Humanos                                                                                     |
| Colombia                         | Defensoría del Pueblo |
| República Democrática del Congo  | Observatorio Nacional de Derechos Humanos |
| República del Congo              | Comisión Nacional de Derechos Humanos (República del Congo)                                                                                       |
| Corea del Sur                    | Comisión Nacional de Derechos Humanos de Corea |
| Costa Rica                       | Defensoría de los Habitantes |
| Croacia                          | Oficina del Defensor del Pueblo de Croacia |
| Dinamarca                        | Instituto Danés de Derechos Humanos |
| Ecuador                          | Defensoría del Pueblo |
| Egipto                           | Consejo Nacional de Derechos Humanos (Egipto) |
| El Salvador                      | Procuraduría para la Defensa de los Derechos Humanos de El Salvador                                                                               |
| Escocia ( Reino Unido)           | Comisión Escocesa de Derechos Humanos (SCHR) -véase también Gran Bretaña                                                                          |
| Eslovaquia                       | Centro Nacional Eslovaco de Derechos Humanos |
| Eslovenia                        | Procurador de los Derechos Humanos (Eslovenia) |
| España                           | Defensor del Pueblo |
| Etiopía                          | Comisión Etíope de Derechos Humanos |
| Filipinas                        | Comisión de Derechos Humanos (Filipinas) |
| Finlandia                        | Defensor del Pueblo |
| Fiyi                             | Comisión de Derechos Humanos de Fiyi |
| Francia                          | Comisión nacional consultiva de derechos humanos                                                                                                  |
| Gabón                            | Comisión Nacional de Derechos Humanos (Gabón) |
| Georgia                          | Defensoría del Pueblo de Georgia |
| Ghana                            | Comisión de Derechos Humanos y Justicia Administrativa CHRAJ                                                                                      |
| Gran Bretaña ( Reino Unido)      | Comisión de Derechos Humanos e igualdad (EHRC) - véase también Escocia                                                                            |
| Grecia                           | Comisión Nacional de Derechos Humanos (Grecia) |
| Guatemala                        | Procuraduría de los Derechos Humanos |
| Guyana                           | Oficina del Defensor del Pueblo (Guyana) |
| Haití                            | Oficina de la Protección del Ciudadano |
| Honduras                         | Comisionado Nacional de los Derechos Humanos |
| Hong Kong                        | Comisión de Igualdad de Oportunidades (Hong Kong)                                                                                                 |
| Hungría                          | Comisionado Parlamentario sobre los derechos de las minorías nacionales y étnicas                                                                 |
| India                            | Comisión Nacional de Derechos Humanos (India) |
| Indonesia                        | Comisión Nacional de Derechos Humanos (Indonesia) (Komnas-HAM)                                                                                    |
| Irán                             | Comisión Islámica de Derechos Humanos |
| Irlanda                          | Comisión de Derechos Humanos de Irlanda |
| Irlanda del Norte ( Reino Unido) | Comisión de Derechos Humanos de Irlanda del Norte (NIHRC)                                                                                         |
| Italia                           | Commissione per i Diritti Umani |
| Jamaica                          | Oficina del Defensor del Pueblo (Jamaica) |
| Jordania                         | Centro Nacional de Derechos Humanos (Jordania) |
| Kazajistán                       | Comisionado para los Derechos Humanos (Kazajistán)                                                                                                |
| Kenia                            | Comisión Nacional de Derechos Humanos (KNCHR) |
| Kirguistán                       | Defensor del Pueblo de la República de Kirguistán                                                                                                 |
| Kosovo                           | Institución del Ombudsman en Kosovo |
| Letonia                          | Defensor del Pueblo |
| Lituania                         | Ombudsman del Seimas |
| Luxemburgo                       | Comisión Consultiva de los Derechos Humanos |
| Macedonia del Norte              | Defensoría del Pueblo de Macedonia |
| Madagascar                       | Comisión Nacional de Derechos Humanos (Madagascar)                                                                                                |
| Malasia                          | Comisión de Derechos Humanos de Malasia (SUHAKAM)                                                                                                 |
| Malaui                           | Comisión de Derechos Humanos de Malawi |
| Maldivas                         | Comisión de Derechos Humanos de las Maldivas |
| Mali                             | Comisión Nacional Consultiva de droits de l'homme (Malí)                                                                                          |
| Marruecos                        | Consejo Consultivo de Derechos Humanos (Marruecos)                                                                                                |
| Mauricio                         | Comisión Nacional de Derechos Humanos (Mauricio)                                                                                                  |
| Mauritania                       | Commissariat aux droits de l'Homme, a la Lutte contre la Pauvreté et a l'Insertion                                                                |
| México                           | Comisión Nacional de los Derechos Humanos Consejo Nacional para Prevenir la Discriminación (CONAPRED)                                             |
| Moldavia                         | Centro de Derechos Humanos de Moldova |
| Mongolia                         | Comisión Nacional de Derechos Humanos (Mongolia)                                                                                                  |
| Montenegro                       | Oficina del Defensor del Pueblo de la República de Montenegro                                                                                     |
| Namibia                          | Oficina del Defensor del Pueblo (Namibia) |
| Nepal                            | Comisión Nacional de Derechos Humanos (Nepal) |
| Nicaragua                        | Procuraduría para la Defensa de los Derechos Humanos de Nicaragua                                                                                 |
| Níger                            | Comisión Nacional de Derechos Humanos y las Libertades Fundamentales de Níger                                                                     |
| Nigeria                          | Comisión Nacional de Derechos Humanos (Nigeria)                                                                                                   |
| Noruega                          | Centro Noruego de Derechos Humanos |
| Nueva Zelanda                    | Comisión de Derechos Humanos (HRC) |
| Países Bajos                     | Comisión de Igualdad de Trato (Países Bajos) |
| Palestina                        | Comisión Independiente Palestina para los Derechos de los Ciudadanos                                                                              |
| Panamá                           | Defensoría del Pueblo Comisión de la Verdad |
| Paraguay                         | Defensoría del Pueblo |
| Perú                             | Defensoría del Pueblo |
| Polonia                          | Comisario para la Protección de los Derechos Civiles (ombudsman)                                                                                  |
| Portugal                         | Provedor de Justiça |
| Puerto Rico                      | Oficina del Procurador del Ciudadano |
| Catar                            | Comisión Nacional para los Derechos Humanos (Catar)                                                                                               |
| Reino Unido                      | ver Gran Bretaña, Irlanda del Norte, Escocia |
| Rumania                          | Defensor del Pueblo (Avocatul Poporului) |
| Rusia                            | Comisario de Derechos Humanos en la Federación Rusa                                                                                               |
| Ruanda                           | Comisión Nacional para los Derechos Humanos (Ruanda)                                                                                              |
| Santa Lucía                      | Oficina del Comisionado Parlamentario (Santa Lucía)                                                                                               |
| Senegal                          | Comité Senegalés de Derechos Humanos |
| Serbia                           | Oficina del Defensor del Pueblo de la República de Serbia                                                                                         |
| Sierra Leona                     | Comisión de Derechos Humanos de Sierra Leona |
| Sri Lanka                        | Comisión Nacional de Derechos Humanos (Sri Lanka)                                                                                                 |
| Sudáfrica                        | Comisión Sudafricana de Derechos Humanos (SAHRC)                                                                                                  |
| Sudán del Sur                    | Comisión de Derechos Humanos del Sur de Sudán |
| Suecia                           | Defensor del Pueblo para la Infancia (Suecia) (BO) Defensor del Pueblo contra la discriminación étnica (DO)                                       |
| Suiza                            | Comisión Federal contra el Racismo (Suiza) |
| Tailandia                        | Comisión Nacional de Derechos Humanos (Tailandia)                                                                                                 |
| Tanzania                         | Comisión de Derechos Humanos y Buen Gobierno (Tanzania)                                                                                           |
| Timor Oriental                   | Oficina del Defensor de los Derechos Humanos y Justicia                                                                                           |
| Togo                             | Comisión Nacional de Derechos Humanos (Togo) |
| Trinidad y Tobago                | Oficina del Defensor del Pueblo de Trinidad y Tobago                                                                                              |
| Túnez                            | Comité Superior de Derechos Humanos y de las Libertades Fundamentales                                                                             |
| Ucrania                          | Comisionado para los Derechos Humanos |
| Uganda                           | Comisión de Derechos Humanos de Uganda (UHRC) |
| Uruguay                          | Institución Nacional de Derechos Humanos y Defensoría del Pueblo                                                                                  |
| Uzbekistán                       | Persona Autorizada de la Oliy Majlis de la República de Uzbekistán para los Derechos Humanos (Ombudsman)                                          |
| Venezuela                        | Defensoría del Pueblo |
| Zambia                           | Comisión Permanente de Derechos Humanos (Zambia)                                                                                                  |

## Las agrupaciones regionales de instituciones nacionales
- Instituto Internacional del Ombudsman
- Red de Instituciones Nacionales Africanas de Derechos Humanos (NANHRI)
- Foro Asia-Pacífico de las Instituciones Nacionales de Derechos Humanos (APF)
- Grupo Europeo de Instituciones Nacionales de Derechos Humanos
- Red de Instituciones Nacionales de las Américas